# 桑山玉洲

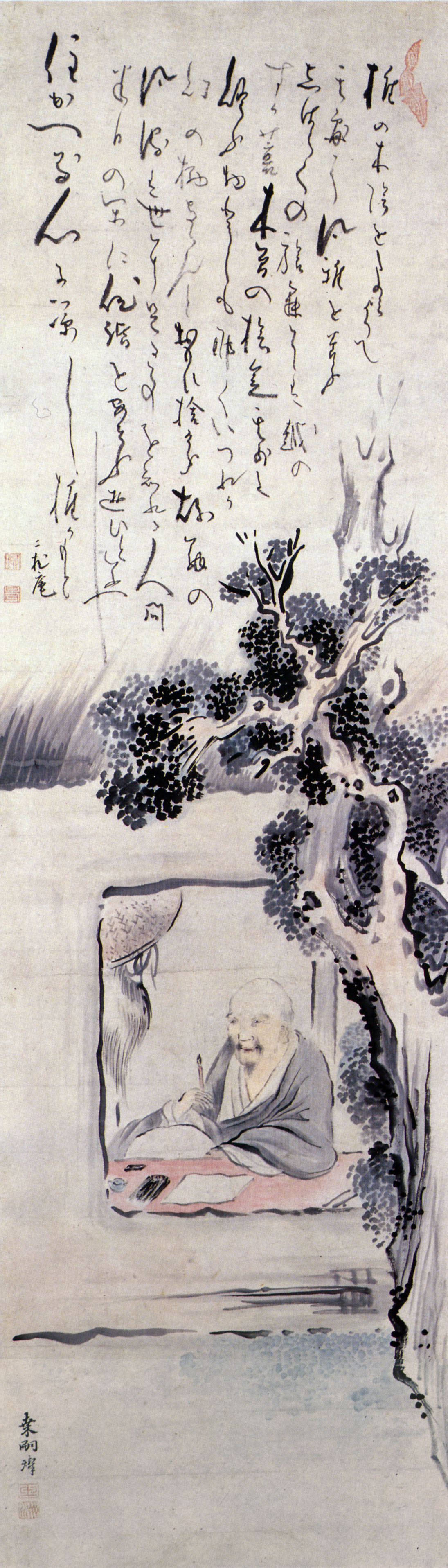
椎の木陰図　玉洲筆

桑山 玉洲（くわやま ぎょくしゅう、延享3年（1746年） - 寛政11年4月13日（1799年5月17日））は、江戸時代中期の文人画家・美術評論家。祇園南海・野呂介石とともに紀州三大南画家と称される。紀伊国（現在の和歌山県）出身。
名は政近をはじめに嗣幹、嗣粲、嗣燦と改め、字を白瑞、子戔、明夫、通称は茂兵次。号は玉洲の他に明光居士、珂雪漁人、玉津嶋漁人、蘆泮、また堂号は鶴跡園、珂雪堂、聴雨堂、勧耕舎など。

## 生涯
延享3年（1746年）、廻船業・両替商の桑山昌澄の子として紀伊和歌浦に生まれる。桑山家の祖は元々武家であり、天正13年（1585年）に和歌山城代となり3万石を拝領した桑山重晴を家祖とする。いつ頃からか武士を辞め、父昌澄の代には江戸・武蔵神奈川などに支店をもつ商家となって隆盛していた。
玉洲は7歳のとき父を亡くし、一族の援助を得て家業を継ぎ、19歳の時苗字帯刀を許される。明和5年（1768年）に神奈川の支店を焼失。それと相前後して持船3艘が難破し大損害を受け事業が傾いたが、直後に開墾事業を興し大きな成果を挙げた。青年期を実業家として過ごしたが、やがて農業に転向する。
画業は、19歳のときに中国絵画の模写などを行っていた。既にこの頃から江戸や京都で旺盛に書画収集を行っていた。その後江戸の雪舟派とされる桜井雪館に手ほどきを受け、のちに狩野派にも触れたようだが共に大いに失望させられた。発表されなかった画論書『嗣幹画論』においてこれらを手厳しく排撃している。26歳の頃、開墾開発事業が一区切りつき、画業に本腰を入れはじめる。柳沢淇園や清人の伊孚九、沈南蘋に私淑し花鳥画を画き、大坂の池大雅、高芙蓉、木村蒹葭堂などとの交流から山水画に自らの本領を見いだす。このように画をひとりの師について永く学ぶことは無く、ほぼ独学であった。学問は儒学者であり漢詩人の細合半斎を師と仰ぎ、31歳のとき半斎像を画いたが、これが玉洲の唯一の肖像画である。
その後、山水画とともに真景図を精力的に制作している。50歳の時紀州のひとつ下の後輩である野呂介石らとともに熊野に遊歴し、この経験をもとに『熊野奇勝図巻』や『那智瀑布図』などの傑作を遺した。
玉洲は当時評論家として知られ、寛政2年（1790年）に画論『画苑鄙言』を著し伊勢長島藩主増山雪斎に献上した。これには該博な知識を元に文人画論を展開している。その年の秋には『玉洲画趣』を脱稿している。日本の文人画論は玉洲によって完成されたといえる。
寛政11年（1799年）4月13日、死去。享年54。墓所は和歌浦中一丁目の宗善寺。没後、遺稿『絵事鄙言』が木村蒹葭堂によって刊行された。この中で俵屋宗達や尾形光琳を日本の南宗画であると鋭い評論を述べ評価された。

## 作品
| 作品名                   | 技法         | 形状・員数 | 寸法（縦x横cm） | 所有者             | 年代                | 落款                                                            | 印章                             | 備考               |
| ------------------------ | ------------ | ---------- | --------------- | ------------------ | ------------------- | --------------------------------------------------------------- | -------------------------------- | ------------------ |
| 那智瀑布図               | 紙本墨画淡彩 | 1幅        | 121.3x34.9      | 和歌山県立博物館   |                     | 「那智瀑布／玉洲桒嗣燦」                                        | 「桑嗣燦印」「明夫」白文連印     |                    |
| 熊野奇勝図巻             |              |            |                 | 個人               | 1794年（寛政6年）頃 |                                                                 |                                  | 紀伊徳川家旧蔵     |
| 那智山・熊野橋柱巌図屏風 | 紙本墨画淡彩 | 六曲一双   | 131.0x265.0     | 念誓寺（和歌山市） | 1797年（寛政9年）頃 | 右隻「那智山圖／桒嗣燦」 左隻「熊野橋柱巌図用董法／玉洲桒嗣燦」 | 共に「桑嗣燦」「明夫氏」白文連印 | 和歌山市指定文化財 |
| 山水図                   | 紙本墨画淡彩 | 1幅        | 130.8x42.6      | 出光美術館         | 不詳                |                                                                 |                                  |                    |